# Виньола-Фалезина
Виньо̀ла-Фалѐзина (на италиански: Vignola-Falesina; на немски: Walzburg-Falisen, Валцбург-Фализен, на местен диалект: Vignola e Falesna, Виньола е Фалезъна) е община в Северна Италия, автономна провинция Тренто, автономен регион Трентино-Южен Тирол. Административен център на общината е село Виньола (Vignola), което е разположено на 984 m надморска височина. Населението на общината е 172 души (към 2018 г.).